# Нижний Млынок
Нижний Млынок (транс.: Nižni Mlynok; бел. Ні́жні Млыно́к) — деревня в Барбаровском сельсовете Мозырского района Гомельской области Республики Беларусь.

## География

### Расположение
В 29 км на юг от Мозыря, 31 км от железнодорожной станции Мозырь (на линии Калинковичи — Овруч), 118 км от Гомеля.

### Гидрография
На востоке граничит с озером Старик.

## Транспортная сеть
Транспортные связи по просёлочной, затем автодороге Гомель — Лунинец. Планировка состоит из бессистемной застройки деревянными домами усадебного типа.

## История
По письменным источникам известна с XVIII века как деревня в Мозырском повете Минского воеводства Великого княжества Литовского. После 2-го раздела Речи Посполитой (1793 год) в составе Российской империи. 
В 1870 г. здесь было 15 жителей, относившихся к Барбаровской сельской общине.
В 1879 году упоминается в числе сёл Барбаровского церковного прихода. 
В 1924 г. в Нижнем Млынке было 34 двора, 137 жителей, действовали школа, магазин. В 1930-е годы организован колхоз «Комсомолец».
В 1930 году организован колхоз «Новый Млынок», работала кузница. 
Во время Великой Отечественной войны 20 человек воевали на фронте, 9 из них погибли. Многие крестьяне помогали подпольному и партизанскому движению. 
Согласно переписи 1959 года в составе колхоза «Серп и молот» (центр — деревня Барбаров), с 2000 года — государственного предприятия совхоз-комбинат «Заря».
На территории расположен комплекс по откорму крупного рогатого скота КСУП совхоз-комбинат «Заря».

## Население

### Численность
- 2022 год — 509 жителей.

### Динамика
- 1792 год — 9 домов.
- 1834 год — 11 дворов.
- 1834 год — 15 жителей
- 1897 год — 15 дворов, 77 жителей (согласно переписи).
- 1909 год — 18 дворов, 124 жителя
- 1924 год — 34 двора, 137 жителей
- 1959 год — 95 жителей (согласно переписи).
- 2004 год — 9 хозяйств, 13 жителей.
- 2022 год — 5 жителей[1].